# Tasa de Santillán
La Tasa de Santillán fue una tasa tributo o tasa de trabajo indígena aplicada en Chile por el gobernador García Hurtado de Mendoza, encargándoselas al letrado Hernando de Santillán y Figueroa. Estas disposiciones destacaron por ser la primera regulación formal del sistema de encomienda en este país.

## Descripción
La Tasa de Santillán era un sistema para regular el trabajo de producción, que en vez de hacer trabajar a todos los indígenas de un repartimiento, solo fijaba turnos en el servicio; quedando obligado el cacique de cada tribu a enviar a la faena un hombre de cada seis vasallos para la explotación de las minas, y uno de cada cinco para los trabajos agrícolas.
Este trabajador, a quien hasta entonces no se le había pagado salario alguno, debía ser remunerado con la sexta parte del producto de su trabajo. La forma de remuneración, llamada Sesmo, se le debía pagar al indígena regularmente al fin de cada mes la sexta parte de lo que se extragese en la mina. Además la reglamentación eximía del trabajo a las mujeres y hombres menores de 18 años y mayores de 50. Establecía que los indígenas fueran mantenidos sanos por parte del encomendero y además que se procurara su pronta evangelización.
"Lo que son derechos para el encomendero (español a cargo del indígena), son obligaciones para el encomendado (indígena) y los derechos del encomendado son obligaciones para el encomendero."
La Tasa de Santillán reguló el servicio personal, dándole una dimensión más humana. Disminuyó el número de personas que podían asistir a la mita minera y lo fijó en la sexta parte. El resto debía dedicarse a las labores agrícolas en su pueblo, pero la reforma más importante fue la creación del llamado "sesmo del oro", que consistía en el pago de la sexta parte de lo extraído al trabajador de la mina. La duración de la Tasa de Santillán en toda su integridad no fue demasiado larga y los gobernadores que reemplazaron a García Hurtado de Mendoza la abolieron casi totalmente.
En reemplazo a la Tasa de Santillán se dictó en 1580 por el gobernador Martín Ruiz de Gamboa una nueva ordenanza, conocida esta como la Tasa de Gamboa.

## Historia
Promulgada el 20 de enero de 1559 fue el primer conjunto de disposiciones que reglamentaron las relaciones laborales entre españoles e indígenas. Su creador fue el jurista Hernando de Santillán, quien vino junto a García Hurtado de Mendoza.
En la práctica, esta tasa se prestó para que algunos españoles como Pedro Avendaño abusaran sobradamente de los indios sembrando la semilla de futuras rebeliones, en especial la del pueblo huilliche.